# Tephrina griseata
Tephrina griseata là một loài bướm đêm trong họ Geometridae.